# Осуми (спътник)
Вижте пояснителната страница за други значения на Осуми.
Осуми е първият японски изкуствен спътник изведен в орбита. Бил е наречен на южната провинция Осуми. Изстрелването е осъществено на 11 февруари 1970 година с ракета-носител Ламбда от Космически център Учиноура. Планирано е било апаратът да поддържа кръгова орбита на височина 500 km над земната повърхност, но траекторията е изменена в елиптична орбита.
Спътникът престава да функционира няколко седмици след изстрелването си, но навлиза в земната атмосфера едва на 2 август 2003 г. Осуми остава в орбита около Земята 33 години.
С изстрелването на този спътник Япония става четвъртата нация след СССР, САЩ и Франция, която сама извежда космически апарат в орбита.

## Техническа характеристика
Осуми е микроспътник с маса 12 kg. Спътникът обикаля Земята в орбита с перигей 323 km и апогей 2440 km и инклинация 31.0°. Осуми е бил захранван от 5184 слънчеви клетки, които са му осигурявали средно 10,3 W енергия. Диаметърът му е бил 75 cm.